# Eduard Sobol
Eduard Oleksandrovitch Sobol (en ukrainien : Едуард Олександрович Соболь), né le 20 avril 1995 à Vilniansk en Ukraine, est un footballeur international ukrainien qui joue au poste d'arrière gauche au RC Strasbourg.

## Biographie

### En club
Le 23 janvier 2023, il s'engage pour trois ans et demi avec le RC Strasbourg.